# Ali ar-Rida
Abû Hasan `Alî bin Mûsâ al-Ridhâ ou Imâm `Alî ar-Ridhâ (arabe : أبو الحسن علي بن موسى الرضا), connu en Iran sous le nom d'imam Rezâ (persan : امام رضا) (né vers le 1er janvier 766 à Médine, mort 5 septembre 818 à Tus) a été le huitième imam chiite duodécimain et une référence de premier plan au sein de l'école zaydite.

## Histoire

### Son enfance
`Alî ar-Ridhâ, fils du septième imâm Mûsâ al-Kâzim, est né à Médine un mois après la mort de son grand-père Ja'far as-Sâdiq. Son père est mort empoisonné dans sa prison par le calife abbasside Hârûn ar-Rachîd en 799, `Alî ar-Ridhâ avait alors 35 ans.

### Surnom
Il avait beaucoup de surnoms comme Abu Ali et Abu Muhammed. En plus, il y avait les autres surnoms tels que Sabir, Vafi, Zaki et Razi. Selon de Ibn Babewayh, le nom de Reza lui a été donné par Dieu.

### Ses enfants
Il n'avait qu'un seul fils et successeur, le neuvième Imam Mohammad-Taqi al-Jawad. Son unique fille fut nommée Aisha (qui signifie "la vivante" dans la tradition arabe).
Un de ses lointains descendants, l'imam zaydite Yahyâ ibn Hamzah Al-Mu’ayyad, règnera sur le Yémen de 1328 à 1346.

### Son règne
Comme les imâms précédents, `Alî ar-Ridhâ commença son règne en restant dans l'ombre, à mener des études religieuses et scientifiques, à Médine, pour se protéger de la répression des abbassides. Hârûn ar-Rachîd interdisait, en vain, aux médinois de lui rendre visite et de suivre son enseignement.
À la mort d'Hârûn ar-Rachîd, ses deux fils se sont combattus pour le contrôle de l'empire abbasside. Le premier, Al-Amîn, fils de Zubayda bint Ja`far, petite-fille du calife Al-Mansûr, avait le soutien des Arabes, tandis que le second Al-Ma'mûn, de mère perse, avait le soutien des Perses. Al-Amîn succéda à son père en 809. Il y eut une guerre entre les deux frères prétendants au trône abbasside jusqu'à la mort de Al-Amîn en 813.
Le nouveau calife abbasside Al-Ma'mûn sembla changer de politique à l'égard des chiites. Il pensait que les Perses étaient favorables aux Hachémites et demanda le soutien d'`Alî ar-Ridhâ. Il l'invita à venir se joindre à lui à Mashhad. En 818, `Ali ar-Ridhâ rejoignait al-Ma`mûn, ne laissant à Médine que son fils Muhammad at-Taqî et son épouse. Les marques d'honneur que le calife donna à `Ali ar-Ridhâ provoquèrent des mouvements d'hostilité de la part des notables arabes.
Al-Ma'mûn désigna `Alî ar-Ridhâ comme successeur dans l'espoir de se concilier les chiites. Cette succession ne devait avoir lieu que si `Alî ar-Ridhâ survivait à Al-Ma'mûn. Ce dernier changea la couleur du drapeau quittant le noir, couleur des abbassides en vert couleur des partisans de Ali. Des troubles eurent lieu dans tout l'Irak en opposition à Al-Ma'mûn et à sa politique d'alliance avec les chiites. `Ali ar-Ridhâ mit en garde Al-Ma'mûn sur le choix de son gouverneur d'Irak qui menait ces troubles.
`Alî ar-Ridhâ ne survécut pas à Al-Ma'mûn. Le calife séjournait à Tus pour se recueillir sur la tombe de son père. Pendant ce séjour `Alî ar-Ridhâ est mort. Une tradition indique qu'il aurait bu du jus de grenade empoisonné par Al-Ma'mûn. Il fut enterré à côté de la tombe de Hârûn ar-Rachîd, le meurtrier de son père et le père de son meurtrier.

### Après sa mort

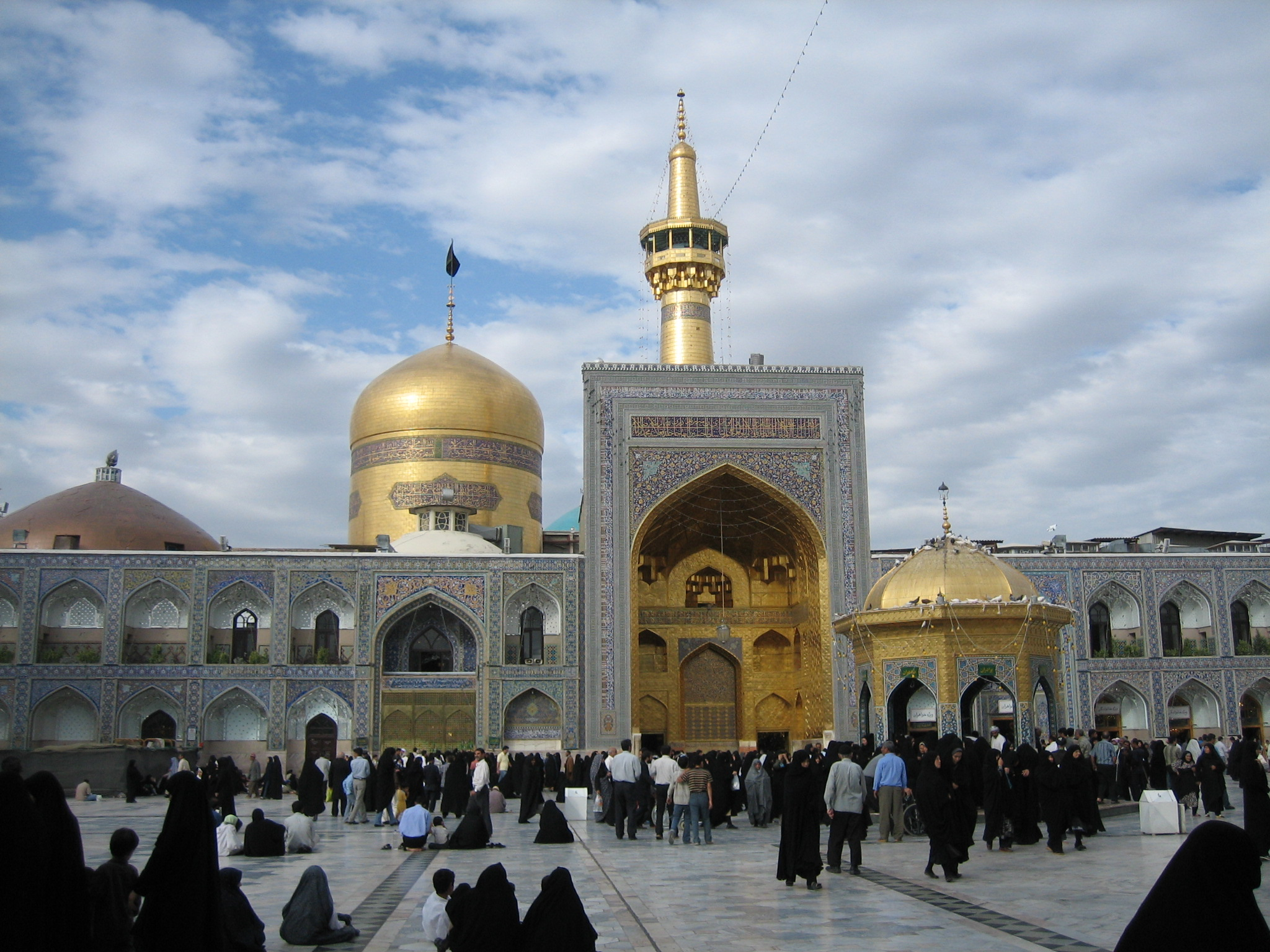
Le mausolée d’`Alî ar-Ridhâ à Mashhad.

Les chiites bâtirent un mausolée célébrant le martyre (مشهد [mašhad], machhad, lieu où est mort un martyr) d’`Ali ar-Ridhâ. Ce mausolée est devenu le centre de Mashhad, la nouvelle capitale du Khorassan. Le pèlerinage a pris une ampleur extraordinaire car `Ali ar-Ridhâ est le seul imâm chiite enterré sur le territoire iranien. Or, depuis la révolution islamique en Iran (1979), les lieux saints du chiisme en Irak sont restés inaccessibles aux Iraniens ainsi que les lieux saints situés en Arabie saoudite. Fatima, la sœur de `Ali ar-Ridhâ est enterrée à Qom, ce qui en fait le second lieu de pèlerinage en Iran.
Ibn Battûta raconte ainsi sa visite sur le tombeau d'ar-Ridha : 

« Le mausolée vénéré est surmonté d’un dôme élevé, et se trouve compris dans un ermitage. Dans le voisinage de celui-ci, il y a un collège et une mosquée. Tous ces bâtiments sont d’une construction élégante, et leurs murailles sont revêtues de faïence colorée. Sur le tombeau est une estrade de planches, recouvertes de feuilles d’argent, et au-dessus de ce tombeau sont suspendues des lampes du même métal. Le seuil de la porte du dôme est en argent. La porte elle-même est cachée par un voile de soie brochée d’or, Le plancher est couvert de plusieurs sortes de tapis. Vis-à-vis de ce tombeau on voit celui du prince des croyants, Haroun ar-Rachid, surmonté d’une estrade sur laquelle on place des candélabres, que les habitants du Maghreb appellent al-hicec et al-ménâïr. »

— Ibn Battuta, Op. cit., vol. II (lire en ligne), « Histoire du cheïkh Chihâb eddîn, dont le surnom a été donné à la ville de Djâm », p. 260 (.pdf).

## Caractère scientifique

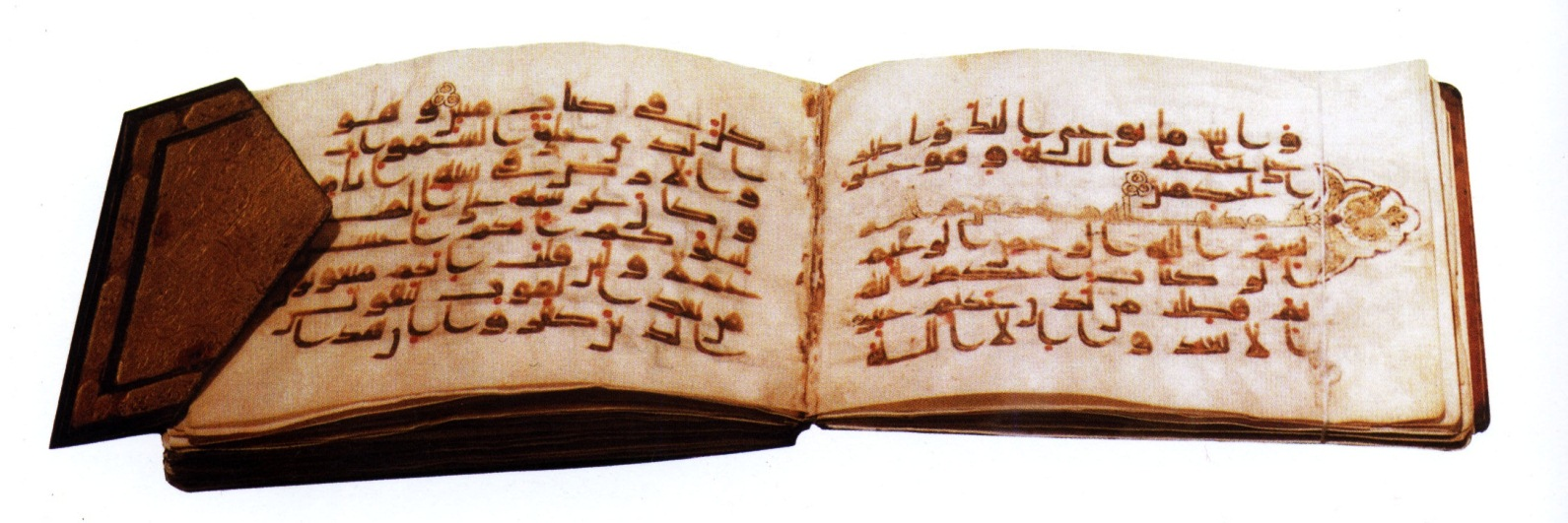
Coran dans le musée de Qom attribué à ali ar-rida en Iran

Ali ibn Moussa al-Ridha était au sommet des scientifiques de son temps dans la science médicale, et son traité de médecine est considéré comme le plus précieux littérature islamique dans la science de la médecine, où il a été appelé  « Le Traité d'or »,.

## Œuvres
- Al-Risalah al-Dhahabiah : c’est une thèse sur la médecine et sur la santé, écrit par Ali ar-Rida à la demande de Al-Ma’mūn[9].
- Sahifah d’Ali ar-Rida : est une œuvre attribuée à Ali ar-Rida, compilée par Abdallah ibn Aḥmad ibn Amer qui l'a entendu de son père et son père entendit ces narrations de Ali ar-Rida
- Uyun al Akhbar ar Reda : est un livre de Hadith à propos de la vie, les œuvres et les narrations de Ali ar-Rida écrit par Saduqh.
- Feqh al-Reżā : c’est un livre à propos de Fiqh.